# United States Africa Command
Lo United States Africa Command (USAFRICOM o AFRICOM, traducibile in italiano come "Comando Africano degli Stati Uniti") è lo Unified Combatant Command ("Comando combattente unificato"), formalmente attivo dall'ottobre 2008, responsabile per le relazioni e le operazioni militari statunitensi che si svolgono in tutto il continente africano ad esclusione del solo Egitto, che è di competenza del Central Command; il comando è controllato dal Dipartimento della Difesa degli USA ed ha sede presso le Kelley Barracks di Stoccarda (Germania).
La nascita dell'AFRICOM riflette la crescente importanza strategica dell'Africa per quanto riguarda il terrorismo internazionale, le forniture di petrolio e l'espansione delle relazioni sino-africane. L'obiettivo principale del comando è la stabilizzazione di Paesi poveri e deboli attraverso la formazione delle forze di sicurezza locali e gli aiuti umanitari.

## Storia

### La precedente suddivisione dell'Africa
Prima della nascita dell'AFRICOM, avvenuta nel 2008, il continente africano era sotto la responsabilità di tre Unified Combatant Command (comando combattente unificato) statunitensi: l'European Command competente per l'Africa occidentale, il Central Command per l'Africa orientale e il Pacific Command per l'Oceano Indiano e le isole al largo della costa orientale africana. Questa suddivisione, unita alla complessità e alla diversità del continente, ha intralciato lo sviluppo di una strategia coerente degli USA in Africa.
Un comando unico per l'Africa, volto a difendere meglio gli interessi statunitensi nel continente e a sorvegliare con più efficacia le "zone calde" del Sahara, del Sahel, del Corno d'Africa e del Golfo di Guinea, venne ipotizzato per la prima volta nel 2000 da un lavoro dell'United States Army War College (collegio di guerra dell'esercito statunitense). Nel 2005 il Congresso degli Stati Uniti d'America ha stanziato cinquecento milioni di dollari per la Trans-Saharan Counterterrorism Initiative (TSCTI), un'iniziativa di cooperazione intergovernativa militare internazionale della durata di sei anni per combattere il terrorismo in Africa. I principali paesi coinvolti furono Algeria, Ciad, Mali, Niger, Senegal, Nigeria, Marocco e Mauritania. La TSCTI prendeva quindi il posto della Pan Sahel Initiative, terminata nel 2004 e incentrata sulla lotta al narcotraffico e al contrabbando di armi. Altri precedenti interventi USA in Africa includevano missioni, come la Joint Combined Exchange Training, di addestramento delle unità militari locali. Nel 2007 una scrittrice della Naval Postgraduate School produsse un articolo in cui correlava le future strategie USA in Africa all'andamento della guerra al terrorismo, alle fonti minerarie ed energetiche e al costante miglioramento delle relazioni della Cina con i paesi africani.

### Nascita dell'AFRICOM

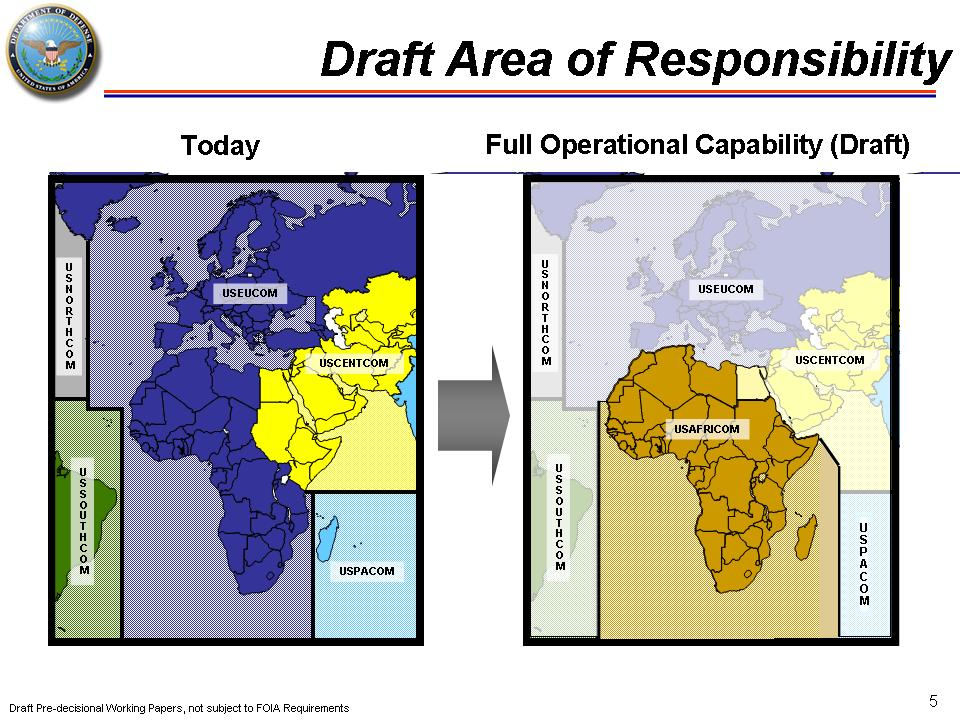
Mappa dell'area di responsabilità dell'AFRICOM, che ha preso in eredità i territori prima divisi tra USEUCOM, USCENTCOM e USPACOM

Verso la metà del 2006 il segretario della difesa Donald Rumsfeld ordinò uno studio sulla fattibilità ed i requisiti che avrebbe dovuto avere un nuovo comando unificato in Africa, che presentò poi al presidente George W. Bush agli inizi di dicembre.
Il 6 febbraio 2007 il nuovo segretario della difesa Robert Gates annunciò alla commissione sui servizi armati del Senato che Bush aveva concesso l'autorizzazione a creare un African Command. Una ventina di giorni dopo il contrammiraglio Robert Moeller, direttore del gruppo che avrebbe dovuto porre le basi dell'AFRICOM, arrivò a Stoccarda, in Germania, per iniziare il suo lavoro. Il 28 settembre il generale William E. Ward fu designato dal Senato quale primo comandante dell'AFRICOM, in quel momento inquadrato ancora come comando alle dipendenze dell'European Command ma con un quartier generale indipendente. La piena indipendenza arrivò poi il 1º ottobre 2008.
L'AFRICOM gestisce i rapporti e le operazioni militari statunitensi che si svolgono in tutto il continente africano (ad eccezione dell'Egitto, di competenza del Central Command) comprese le isole di São Tomé e Príncipe, di Capo Verde, le Comore, il Madagascar, le Mauritius e le Seychelles.

### Scelta del quartier generale
Il comandante dell'AFRICOM è un generale a quattro stelle. Il quartier generale dispone di circa 2.000 tra militari e civili. Quasi 1.500 di questi lavorano al quartier generale delle Kelley Barracks di Stoccarda, mentre gli altri fungono da personale di coordinamento presso l'United States Special Operations Command acquartierato nella MacDill Air Force Base (Florida), l'United States Air Forces in Europe locato nella base della RAF di Molesworth (Regno Unito) e la Combined Joint Task Force - Horn of Africa di stanza a Camp Lemonnier (Gibuti). Altri ufficiali lavorano presso le ambasciate di circa trentotto nazioni e in posti chiave delle istituzioni africane (Unione africana, ECOWAS, Centro di addestramento peacekeeping internazionale "Kofi Annan").

Il quartier generale dell'AFRICOM alle Kelley Barracks di Stoccarda

Nel giugno 2007 sono circolate alcune voci di una presunta competizione tra gli stati africani per ospitare il quartier generale dell'AFRICOM, anche se inizialmente solo la Liberia rese pubblico questo intento. Nigeria, Libia e Sudafrica si dissero invece contrarie ad un quartier generale nei propri territori. Il Sudan Tribune ipotizzò l'Etiopia come centro di comando perché nel paese risiede anche l'Unione africana, ed in effetti nel novembre 2007 il primo ministro etiope Meles Zenawi si disse contento di poter lavorare, in futuro, a stretto contatto con l'AFRICOM. L'ipotesi venne rinforzata dalla dichiarazione rilasciata dall'aeronautica statunitense il 5 dicembre in cui fu affermato che Addis Abeba, capitale dell'Etiopia, sarebbe potuta essere una buona città come sede del quartier generale dell'AFRICOM.
Il 18 febbraio 2008 il generale Ward annunciò alla BBC che non era in cantiere nessun piano per trasferire il quartier generale, o parte di esso, in qualche luogo del continente africano. Al tempo stesso il presidente Bush ufficializzò che gli USA non erano intenzionati a costruire nuove basi in Africa, in tal modo discostandosi da quanto prospettato un anno prima al momento di autorizzare l'istituzione dell'Africa Command. L'unica base statunitense in Africa risulta essere Camp Lemonnier, in Gibuti, facente già parte del Central Command.
Il quartier generale è quindi rimasto dove sono iniziati i lavori di preparazione della messa a punto dell'Africa Command, cioè alle Kelley Barracks di Stoccarda.

## Comandi subordinati
- United States Army Africa (USARAF): componente dell'esercito statunitense dell'AFRICOM, basata nella Caserma Ederle di Vicenza.[24][25]
- United States Air Forces in Europe (USAFE): componente dell'aeronautica dell'AFRICOM e dell'European Command, situata presso la Ramstein Air Base del Land tedesco della Renania-Palatinato. Prima del 20 aprile 2012 erano attive anche le United States Air Forces in Africa con la relativa Seventeenth Air Force (17ª forza aerea). L'USAFE comprende dieci stormi e un centro per le operazioni aerospaziali (il 603º), per un totale di circa 33.000 soldati.[26][27]
- United States Marine Corps Forces Europe and Africa (MARFOREUR/AF): componente dei Marine dell'AFRICOM, situata presso la United States Army Garrison di Stoccarda. Il personale è in comune con le U.S. Marine Corps Forces Europe.[28][29]
- Commander, US Naval Forces Europe e Commander, US Naval Forces Africa (NAVEUR-NAVAF): componente della marina dell'AFRICOM e dell'European Command. Acquartierata nella Naval Support Activity di Napoli, il suo braccio operativo è costituito dalla Sesta flotta, anch'essa con il quartier generale a Napoli.[30]
- United States Special Operations Command Africa (SOCAFRICA): comprende le forze speciali a disposizione dell'AFRICOM.[31]
- Combined Joint Task Force - Horn of Africa (CJTF-HOA): è l'unità dipendente dall'AFRICOM che opera nel Corno d'Africa per addestrare le forze di polizia e militari locali, difendere gli interessi USA e, in genere, mantenere stabilità e pace nella zona. È acquartierata a Camp Lemonnier, in Gibuti, e dispone di una forza approssimativa di circa 2.000 uomini.[32]

## Comandanti
| Nº | Immagine | Nome e cognome       | Estremi temporali | Estremi temporali | Provenienza |
| Nº | Immagine | Nome e cognome       | Inizio            | Fine              | Provenienza |
| -- | -------- | -------------------- | ----------------- | ----------------- | ----------- |
| 1  |          | William E. Ward      | 1º ottobre 2007   | 8 marzo 2011      | Esercito    |
| 2  |          | Carter Ham           | 8 maggio 2011     | 5 aprile 2013     | Esercito    |
| 3  |          | David M. Rodriguez   | 5 aprile 2013     | 18 luglio 2016    | Esercito    |
| 4  |          | Thomas D. Waldhauser | 18 luglio 2016    | 26 luglio 2019    | Marines     |
| 5  |          | Stephen J. Townsend  | 26 luglio 2019    | 9 agosto 2022     | Esercito    |
| 6  |          | Michael E. Langley   | 9 agosto 2022     | in carica         | Marines     |